# Sanfront
Sanfront är en ort och kommun i provinsen Cuneo i regionen Piemonte i Italien. Kommunen hade 2 354 invånare (2018).